# Kazimierz Jurek
Kazimierz Jurek, (né le 2 mars 1964 à Nowy Targ, dans la voïvodie de Petite-Pologne en Pologne) est un ancien joueur professionnel de hockey sur glace. Il représenta son pays entre autres lors des Jeux olympiques d'hiver de 1992 à Albertville.

## Carrière

### En club
Kazimierz Jurek reste en France en 1984 dans le club de Caen après avoir été sacré meilleur arrière aux championnats du monde junior, il y joue une année comme joueur étranger puis part un an à Nantes et en 1986 aux Rapaces de Gap. Après trois saisons, il part en Gironde dans le club des Girondins de Bordeaux. Il reste 3 saisons sur les bords de la Garonne . De 1992 à 1994, il joue pour le Hockey Club de Reims aux côtés notamment de Rodolphe Garnier, Arnaud Briand, Anthony Mortas. Par la suite, et jusqu'en 2000, il porte les couleurs des Albatros de Brest, club avec lequel il obtient 3 titres de Champion de France.

### En sélection nationale
En 1984, il est champion du monde junior groupe B avec la Pologne et en 1992, il participe au Championnat du monde de hockey sur glace qui s'est déroulé à Bratislava en Slovaquie. Avec 6 défaites  les Polonais sont relégués en poule B pour l'édition suivante.
La même année, il participe également avec la Pologne aux Jeux olympiques d'hiver à Albertville.

## Statistiques

### En club
| Saison    | Équipe                | Ligue        |    | Saison régulière | Saison régulière | Saison régulière | Saison régulière | Saison régulière |    | Séries éliminatoires | Séries éliminatoires | Séries éliminatoires | Séries éliminatoires | Séries éliminatoires |
| Saison    | Équipe                | Ligue        | PJ | B                | A                | Pts              | Pun              | PJ               | B  | A                    | Pts                  | Pun                  |                      |                      |
| 1986-1987 | Gap Hockey Club       | Ligue Magnus | 21 | 7                | 12               | 19               | 52               | --               | -- | --                   | --                   | --                   |                      |                      |
| 1987-1988 | Gap                   | Ligue Magnus | 33 | 9                | 15               | 24               | 80               | --               | -- | --                   | --                   | --                   |                      |                      |
| 1988-1989 | Gap                   | Ligue Magnus | 20 | 9                | 8                | 17               | 26               | --               | -- | --                   | --                   | --                   |                      |                      |
| 1989-1990 | Girondins de Bordeaux | Ligue Magnus | 32 | 9                | 8                | 17               | 57               | --               | -- | --                   | --                   | --                   |                      |                      |
| 1990-1991 | Bordeaux              | Ligue Magnus | 28 | 4                | 13               | 17               | 70               | 2                | 1  | 0                    | 1                    | 4                    |                      |                      |
| 1991-1992 | Bordeaux              | Division 1   | 13 | 5                | 13               | 18               | 42               | --               | -- | --                   | --                   | --                   |                      |                      |
| 1992-1993 | Hockey Club de Reims  | Ligue Magnus | 34 | 9                | 17               | 26               | 64               | --               | -- | --                   | --                   | --                   |                      |                      |
| 1993-1994 | Reims                 | Division 1   | 19 | 8                | 16               | 24               | 22               | 6                | 1  | 3                    | 4                    | 16                   |                      |                      |
| 1994-1995 | Albatros de Brest     | Ligue Magnus | 23 | 2                | 6                | 8                | 62               | 9                | 0  | 0                    | 0                    | 16                   |                      |                      |
| 1995-1996 | Brest                 | Ligue Magnus | 28 | 0                | 5                | 5                | 22               | 12               | 2  | 0                    | 2                    | 6                    |                      |                      |
| 1996-1997 | Brest                 | Ligue Magnus | 30 | 4                | 9                | 13               | 48               | 10               | 0  | 4                    | 4                    | 12                   |                      |                      |
| 1997-1998 | Brest                 | Division 3   | -- | --               | --               | --               | --               | --               | -- | --                   | --                   | --                   |                      |                      |
| 1998-1999 | Brest                 | Division 2   | 28 | 7                | 17               | 24               | --               | --               | -- | --                   | --                   | --                   |                      |                      |
| 1999-2000 | Brest                 | Division 1   | 14 | 2                | 3                | 5                | --               | --               | -- | --                   | --                   | --                   |                      |                      |

### En équipe nationale
Ces statistiques ne prennent pas en compte les matchs amicaux ni le championnat du monde junior de 1884
| Année | Compétition          |   | PJ | B | A | Pts | Pun |  | Résultats |
| 1992  | Championnat du monde | 6 | 1  | 0 | 1 | 4   | 12e |  |           |
| 1992  | Jeux olympiques      | 6 | 1  | 0 | 1 | 2   | 11e |  |           |

## Palmarès
Ligue Magnus
- Champion en 1996 et 1997

Division 1
- Champion en 2000